# Bacoachi
Bacoachi – miasto w północno-wschodniej części meksykańskiego stanu Sonora, siedziba władz gminy Bacoachi. Miasto jest położone w głębokiej dolinie na wysokości 1 045 m n.p.m., w górach Sierra Madre Zachodnia. Bacerac leży około 60 km do granicy z Arizoną oraz około 260 km na północny wschód od stolicy stanu Hermosillo. W 2010 roku ludność miasteczka liczyła 1 090 mieszkańców. Miasteczko założył hiszpański kapitan Simón Lazo de la Vega w 1649 roku.